# Xã Wheelock, Quận Williams, Bắc Dakota
Xã Wheelock (tiếng Anh: Wheelock Township) là một xã thuộc quận Williams, tiểu bang Bắc Dakota, Hoa Kỳ. Năm 2010, dân số của xã này là 72 người.